# Per Yngve Ohlin
Per Yngve Ohlin (n. 16 ianuarie 1969 - d. 8 aprilie 1991), mai bine cunoscut sub numele de scenă Dead sau sub porecla de "Pelle", a fost solistul vocal și textierul formației norvegiene de black metal, Mayhem. De asemenea a fost, pentru puțin timp, și solistul vocal al formației suedeze de death metal, Morbid.
Roadrunner Records l-a clasat pe locul 48 în lista "Cei mai buni 50 de vocaliști metal ai tuturor timpurilor".

## Biografie

### Personalitate
În copilărie Dead a avut o experiență traumatizantă care și-a pus amprenta asupra personalității sale:
"Odată mi s-a întâmplat ceva amuzant. Aveam hemoragie internă, iar cauza nu s-a putut stabili la radiografii. Hemoragia a continuat până când inima nu a mai avut sânge și venele erau aproape golite de sânge. Eram în moarte clinică. În acest moment am văzut totul într-o stranie nuanță de albastru; apoi albastrul s-a transformat treptat în alb și am fost învăluit de o plăcută senzație de căldură. Ulterior am întrebat despre semnificația acestor culori pe cineva care avea mult mai multă experiență decât mine în acest domeniu. El mi-a spus că nivelul terestru are culoarea neagră; apoi urmează culoarea gri care reprezintă un nivel apropiat de cel terestru. Următorul nivel are culoarea albastră care treptat se estompează și devine albă; în acest nivel cei vii nu pot intra. Dacă totuși cineva ar putea intra în acest nivel atunci respectivul nu s-ar mai putea întoarce în nivelul terestru. După culoarea albă se continuă cu alte culori despre care eu nu știu nimic, doar spiritele și marii magicieni pot ajunge acolo. Deci nivelul alb, unde eu am ajuns fără să știu, e tărâmul morților. Eu de fapt murisem."
Puținii lui cunoscuți l-au descris ca fiind singuratic și introvertit:
"Cred sincer că Dead e nebun. Cum altfel ai descrie o persoană care nu mănâncă pentru a-și produce răni? Sau care poartă un tricou pe care e imprimat un necrolog real? Întotdeauna am vrut un tip ca el în formație." Euronymous, chitarist Mayhem 
"Avea o personalitate foarte ciudată... era un tip ok, dar puțin melancolic și depresiv. Era din Suedia și nu cunoștea pe nimeni pentru că nu era genul de persoană care să poată socializa foarte ușor. Pur și simplu stătea în camera lui și devenea din ce în ce mai depresiv." Hellhammer, baterist Mayhem 
"Nu era un tip pe care să-l poți cunoaște foarte bine. Cred că nici ceilalți membri din Mayhem nu-l cunoșteau foarte bine. Era greu să te apropii de el... avea multe idei ciudate... sincer nu cred că îi plăcea să trăiască în lumea asta, fapt care desigur a dus la sinucidere." Faust, baterist Emperor 
În articolul "In the face of death" jurnalistul Chris Champion a menționat faptul că probabil Dead suferea de sindromul Cotard.

### Cariera muzicală
Dead și-a început cariera muzicală ca solist vocal în formația suedeză, Morbid. După lansarea demo-ului December Moon în 1987, Dead a părăsit formația din cauza diferențelor de opinie dintre el și ceilalți membri. În 1988, Dead și Hellhammer s-au alăturat formației Mayhem, înlocuindu-i pe Kittil Kittilsen, respectiv Torben Grue. Dead a fost ales pe baza unui CV foarte ciudat: un pachet conținând o scrisoare, o casetă demo și un cobai în stare de putrefacție atașat de o cruce.
Cu noii membri și fascinația lui Dead pentru moarte atmosfera s-a schimbat drastic. Count Grishnackh a spus că: "înainte ca Dead și Hellhammer să vină în Mayhem, aceasta a fost doar o distracție, un hobby."
În această formulă concertele Mayhem au devenit faimoase. Dead era extrem de brutal pe scenă: se tăia cu cuțite și cioburi de sticlă și arunca în public cu capete de porc mutilate, totul într-un manifest anti-death metal și tendinței comerciale pe care acest gen o reprezenta în opinia membrilor formației. Dead spunea într-un interviu:
"Am avut câteva capete de porc înfipte în țăruși și eu mi-am tăiat brațele cu un cuțit ciudat și o sticlă spartă de Cola. Trebuia să avem o drujbă, dar tipul care o avea plecase când venisem să o luăm. Nu a fost destul de brutal! Cei mai mulți de acolo erau niște lași și nu voiam ca ei să vadă concertul nostru. Înainte să începem să cântăm erau cam 300 de oameni, dar în timpul celei de-a doua melodii, "Necrolust", am început să aruncăm cu capetele de porc și au mai rămas cam 50. Mi-a plăcut asta! Lașii non-răi nu vor asculta muzica noastră... Vrem să-i speriem pe cei care nu ar trebui să fie la concertele noastre, să scape prin ieșirile de urgență cu părți lipsă din corpurile lor ca să avem cu ce arunca."
De asemenea Dead folosea mai multe metode prin care făcea tot posibilul să arate ca un cadavru: își vopsea fața în alb pentru a imita paloarea celor care au murit de ciumă, purta haine pe care în prealabil le îngropase cu câteva săptămâni înainte de concert și avea un corb mort pe care îl mirosea înainte de a intra pe scenă pentru a simți duhoarea morții. În timp obiceiul de a avea capete de porc (uneori de oaie) înfipte în țăruși pe scenă a devenit tradiție.

### Moartea
În 8 aprilie 1991, la doar 22 de ani, Dead s-a sinucis. Tragicul eveniment s-a petrecut într-o casă dintr-o pădure de lângă Oslo unde cei patru membri Mayhem locuiau. Inițial Dead și-a tăiat venele cu un cuțit de bucătărie, dar când a observat că durează prea mult a luat pușca lui Euronymous și s-a împușcat în cap. Dead primise muniția ca și cadou de Crăciun de la Count Grishnackh. A fost găsit de Euronymous care, având în vedere că era o singură cheie la ușă și Dead se încuiase pe dinăuntru, a intrat în casă pe fereastra camerei lui Dead. După ce a aranjat câteva bucăți de creier și craniu, Euronymous a mers la un magazin din apropiere și a cumpărat un aparat de fotografiat. A făcut poze cadavrului (una dintre aceste poze va fi folosită ca și copertă pentru albumul live Dawn of the Black Hearts) și apoi a anunțat poliția. Ulterior au apărut zvonuri conform cărora Euronymous ar fi făcut o friptură din bucăți de creier pe care a mâncat-o și, de asemenea, ar fi făcut coliere din bucăți de craniu pe care apoi le-ar fi dăruit câtorva formații pe care el le-a considerat demne de respect; se presupune că aceste formații ar fi Samael, Marduk și Abruptum.
Dead (care în momentul morții purta un tricou pe care scria "I Love Transilvania") a lăsat o scurtă scrisoare de sinucidere prin care se scuza că a folosit pușca în casă și a făcut atâta mizerie cu sângele lui.
Ulterior Euronymous a încercat să profite de sinuciderea lui Dead pentru a promova Mayhem, răspândind zvonul că acesta s-a sinucis din cauza faptului că black metal-ul și death metal-ul deveneau un trend:
"Euronymous a răspândit zvonul că Dead s-a sinucis din cauza scenei [conflictului black metal - death metal]. Nu acesta a fost motivul, dar voia să pară așa ca să facă mai mulți bani." Hellhammer, baterist Mayhem 
"Din anumite puncte de vedere Euronymous s-a folosit de sinucidere ca să promoveze Mayhem. A spus că Dead s-a sinucis din cauza faptului că death metal-ul devenea un trend, dar asta nu este deloc adevărat. S-a sinucis pentru că pur și simplu voia să se sinucidă. Am fost destul de nervos atunci pe Euronymous pentru că voia să profite de pe urma morții lui." Maniac, vocalist Mayhem 
Dead a fost înmormântat în data de 26 aprilie 1991, în cimitirul Österhaninge din Stockholm.

## Discografie

### Cu Morbid
- Rehearsaldemo (Demo) (1987)
- December Moon (Demo) (1987)
- Rehearsal 07/08/1987 (Demo) (1987)

### CuMayhem
- Live in Leipzig (Album live) (1993)
- Dawn of the Black Hearts (Album live) (1995)
- Out from the Dark (Demo) (1996)
- Freezing Moon (Single) (1996)